# 抚州专区
抚州专区是中华人民共和国江西省已撤销的专区，在今江西省中东部。1949年7月1日抚州分区设立，专员公署驻临川市（今抚州市临川区）。中华人民共和国成立时下辖临川市和临川县、南城县、南丰县、黎川县、资溪县、金溪县、崇仁县、宜黄县、乐安县共1市9县。在1971年1月撤销并转设抚州地区。

## 区划变更
1949年7月，抚州分区设立，辖临川市、临川县、崇仁县、宜黄县、南城县和黎川县。同年8月，南丰县、金溪县和资溪县划入。9月乐安县划入。1950年4月，临川市并入临川县，设城关区。同年9月，抚州分区改为抚州区。1951年7月，抚州分区改为抚州专区。
1952年8月，由于宁都专区撤销，其所属的广昌县、石城县和宁都县被划入抚州专区，故抚州专区改名南城专区。但由于石城县和宁都县并没有实际划归给抚州地区，所以并没有正式更名为南城专区，其专员公署驻地也未迁到南城县。同年12月政务院亦批准其抚州专区的名称和驻地不变，石城县与宁都县则划给赣州专区管辖。
1954年4月，临川县所属的抚州镇被升为县级镇，由专署直管。同年7月，广昌县划归赣南行政区。1955年2月，抚州镇改为省辖市，由抚州专署代管。在1958年12月正式改为专署管辖。1958年11月，南昌专区所属的进贤县划入抚州专区。但在1959年1月又划归给了宜春专区。
1963年10月，抚州市撤销，名义上并入临川县，实为县级镇，与临川县互不隶属。1968年2月，宜春专区所属的进贤县划入。同年6月，上饶专区所属的东乡县也被划入抚州专区。1969年3月，临川县的李渡、长山、文港、前途、温圳人民公社被划归给进贤县。同年10月临川县名义上所属的抚州镇再次设立抚州市。
1971年1月，撤销抚州专区，改设抚州地区。截止被撤销时，抚州专区共辖1市、11县。

## 行政区划
截止被撤销前(1970年)，抚州地区辖1市11县。
- 县级市：抚州市
- 县：临川县、南城县、南丰县、黎川县、资溪县、金溪县、崇仁县、宜黄县、乐安县、进贤县、东乡县